# G.Jarkunti, Yelbarga
G.Jarkunti là một làng thuộc tehsil Yelbarga, huyện Koppal, bang Karnataka, Ấn Độ.